# ابن أخي حزام
ابن أخي حزام (ت. نحو 250 هـ / نحو 864 م) هو صاحب كتاب «الفروسية والبيطرة».
اسمه الكامل محمد بن يعقوب بن إسحاق، أبو عبد الله، ناصر الدين، ابن أخي حزام الخطلي. صنف كتاب «الفروسية والبيطرة» والذي يسمى أيضا «الخيل والبيطرة» و«الفروسية وشيات الخيل». وقد حققه العراقي هلال ناجي. ويصف ابن أخي حزام في كتابه خواص وعادات وامراض الخيل، وطرق علاجها وأشهر فارسيها.